# Abzeichen für seefahrendes Personal

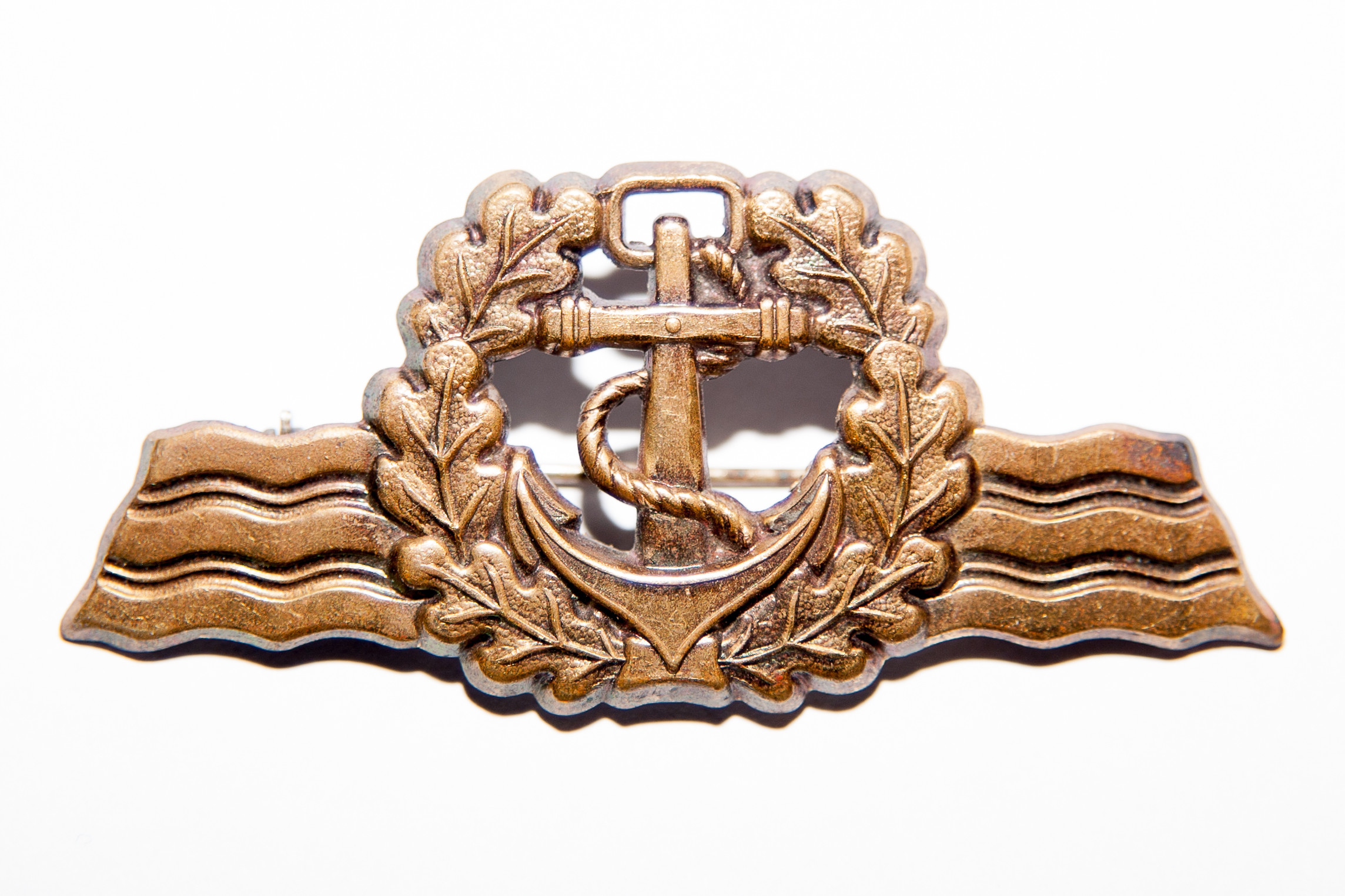
Seefahrerabzeichen in Bronze

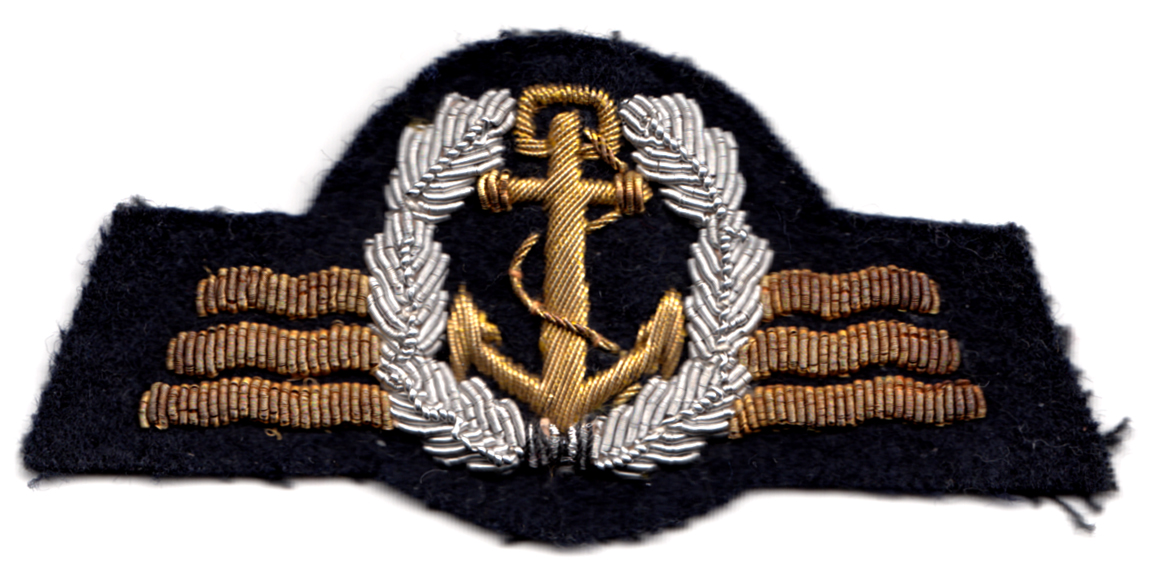
Seefahrerabzeichen als Aufnäher in Silber

Das Abzeichen für seefahrendes Personal ist ein Sonderabzeichen der Bundeswehr.

## Ausführung
Das Abzeichen ist als unklarer Anker mit Eichenlaubkranz in drei stilisierten Wellen ausgeführt und metallgeprägt oder gestickt. Das Abzeichen ist bronze-, silber- oder goldfarben.

## Trageweise
Das Abzeichen wird an der rechten Brustseite über der Brusttasche getragen, bei Dienstjacken ohne aufgesetzte Taschen an gleicher Stelle. 

## Voraussetzungen
Voraussetzung für die Aushändigung ist der Dienst an Bord von Schiffen und Booten der Marine der Bundeswehr, auf Einheiten der NATO oder anderer befreundeter Marinen.
- Stufe I in Bronze für mehr als ein Jahr Borddienstzeit
- Stufe II in Silber für mehr als zwei Jahre Borddienstzeit
- Stufe III in Gold für mehr als fünf Jahre Borddienstzeit

Als Borddienstzeit gelten die Dienstzeiten, die auf Grundlage von Einzelnachweisen, wie Kommandierungen, Einschiffungsbefehlen oder vergleichbaren Dokumenten, nachgewiesen werden.

## Aushändigung und Tragegenehmigung
Soldaten, die die Bedingungen erfüllt und den entsprechenden Antrag gestellt haben, ist das Abzeichen mit einem Besitzzeugnis durch den Geschwaderkommandeur oder den Disziplinarvorgesetzten auszuhändigen. Trageberechtigt sind Soldaten, einschließlich der aus dem Wehrdienst ausgeschiedenen, nach Aushändigung des Besitzzeugnisses. Die Tragegenehmigung mit Ausstellung des Besitzzeugnisses erteilt der zuständige Geschwaderkommandeur auf Antrag des Disziplinarvorgesetzten. 
Die Tragegenehmigung kann entzogen werden, wenn der Soldat grob gegen die soldatischen Pflichten verstößt. In diesem Fall ist das Besitzzeugnis für ungültig zu erklären, Abzeichen und Besitzzeugnis sind einzuziehen und der genehmigenden Stelle zu übersenden. Das Abzeichen kann dem Soldaten bei erneuter Bewährung auf Antrag des Disziplinarvorgesetzten wieder zuerkannt werden.

## Erwerb durch ausländische Soldaten
Soldaten ausländischer Streitkräfte können das Abzeichen für seefahrendes Personal unter den gleichen Bedingungen erwerben.